# Stranger (Texas)
Pour les articles homonymes, voir Stranger.
Stranger est une communauté non incorporée située juste au nord de la Texas State Highway 7 et à 16 kilomètres de Marlin, dans l’est du comté de Falls, au Texas (États-Unis).

## Histoire
La région a été habitée pour la première fois dans les années 1840. La communauté s'appelle également Upper ou North Blue Ridge, étant liée à Blue Ridge à partir du sud de la ville. Stranger a commencé à se développer après la guerre de Sécession et a obtenu un bureau de poste en 1879. L’histoire la plus acceptée de la façon dont Stranger a reçu son nom est celle où un forgeron local a été interrogé sur le nom de la ville. La réponse de l'homme fut qu'il ne savait pas, il venait juste d'emménager dans la région et qu'il était étranger (stranger) à la ville. En 1884, 200 personnes habitaient à Stranger. La localité abritait quatre églises, une école, une égreneuse de coton à vapeur, un moulin à maïs et un hôtel. Après cela, la population a cessé de croître et a commencé à diminuer. Au XXe siècle, la ville n'avait plus que 107 habitants. Dans les années 1940, il ne restait plus qu'une seule entreprise à Stranger et seulement la moitié des 107 personnes qui y étaient présentes quarante ans auparavant. Dans les années 1960, les écoles ont été fermées et consolidées avec le Marlin Independent School District. En 2000, la population était de 27 personnes. 